# Stony Batioja
Stony Marín Batioja (Esmeraldas, 30 april 1964) is een voormalig profvoetballer uit Ecuador, die speelde als aanvaller gedurende zijn carrière. Hij beëindigde zijn loopbaan in 2004.

## Clubcarrière
Batioja kwam onder meer uit voor Deportivo Cuenca, Valdez Sporting Club, Barcelona SC, Club Deportivo Filanbanco en Deportivo Quito.

## Interlandcarrière
Batioja speelde in totaal drie officiële interlands voor Ecuador in de periode 1987-1991. Onder leiding van de Uruguayaanse bondscoach Luis Grimaldi maakte hij zijn debuut op 31 maart 1987 in de vriendschappelijke thuiswedstrijd tegen Cuba (0-1) in Machala. Batioja maakte deel uit van de Ecuadoraanse selectie die deelnam aan de strijd om de Copa América 1991, maar hij kwam niet in actie tijdens het toernooi in Chili.
| Interlands van Stony Batioja voor Ecuador | Interlands van Stony Batioja voor Ecuador | Interlands van Stony Batioja voor Ecuador | Interlands van Stony Batioja voor Ecuador | Interlands van Stony Batioja voor Ecuador | Interlands van Stony Batioja voor Ecuador |
| №                                         | Datum                                     | Wedstrijd                                 | Uitslag                                   | Competitie                                | Goals                                     |
| Als speler van Deportivo Cuenca           | Als speler van Deportivo Cuenca           | Als speler van Deportivo Cuenca           | Als speler van Deportivo Cuenca           | Als speler van Deportivo Cuenca           | Als speler van Deportivo Cuenca           |
| ----------------------------------------- | ----------------------------------------- | ----------------------------------------- | ----------------------------------------- | ----------------------------------------- | ----------------------------------------- |
| 1                                         | 31 maart 1987                             | Ecuador – Cuba                            | 0 – 1                                     | Vriendschappelijk                         | 0                                         |
| 2                                         | 2 april 1987                              | Ecuador – Cuba                            | 0 – 0                                     | Vriendschappelijk                         | 0                                         |
| Als speler van Valdez Sporting Club       |                                           |                                           |                                           |                                           |                                           |
| 3                                         | 25 juni 1991                              | Ecuador – Peru                            | 2 – 2                                     | Vriendschappelijk                         | 0                                         |